# Krishnarajpet Taluk
Krishnarajpet  är en kommun och ett underdistrikt (taluk) i Indien.   Det ligger i delstaten Karnataka, i den södra delen av landet, 1 800 km söder om huvudstaden New Delhi.